# St. Michael (Oberheckenbach)

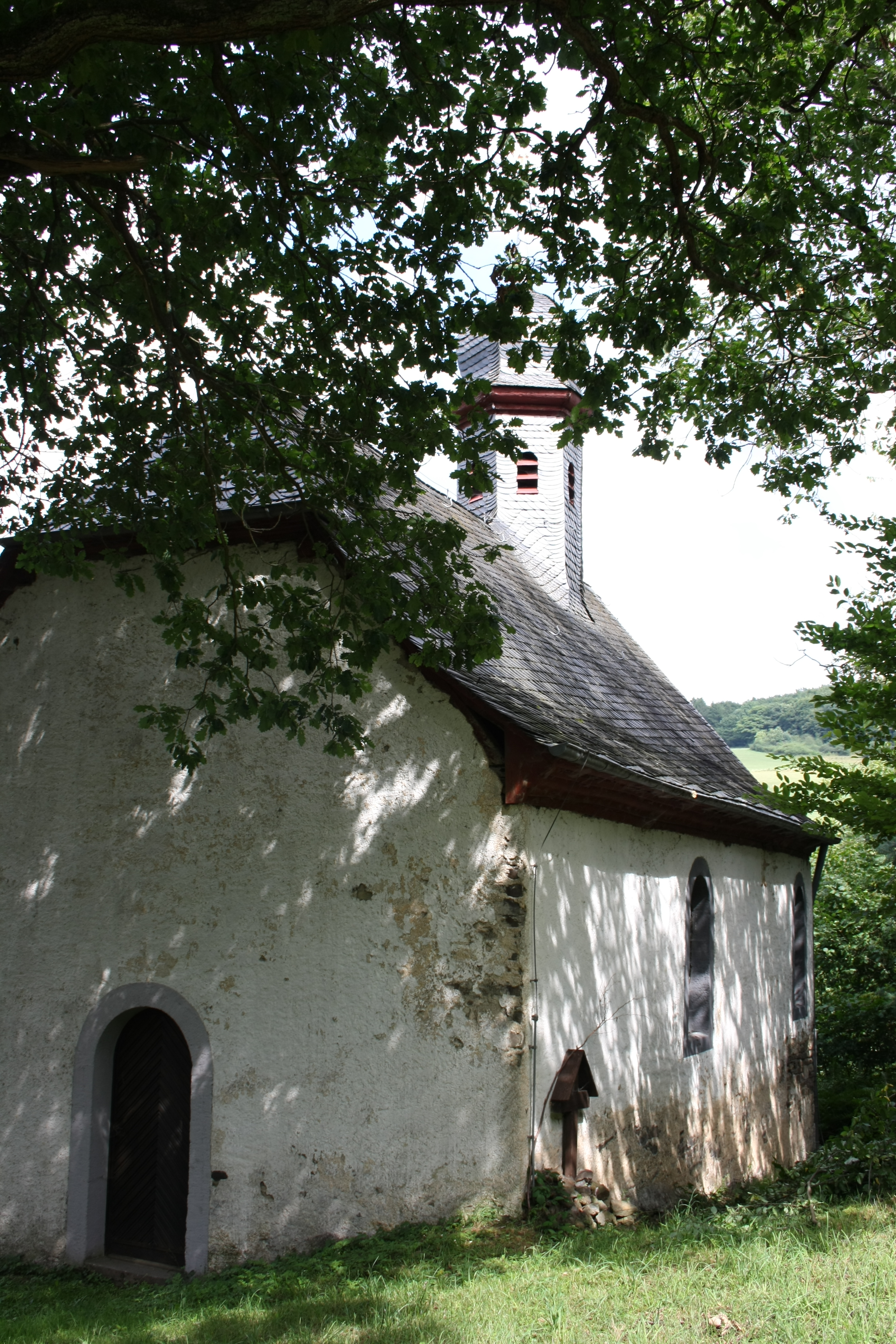
Kapelle St. Michael in Oberheckenbach

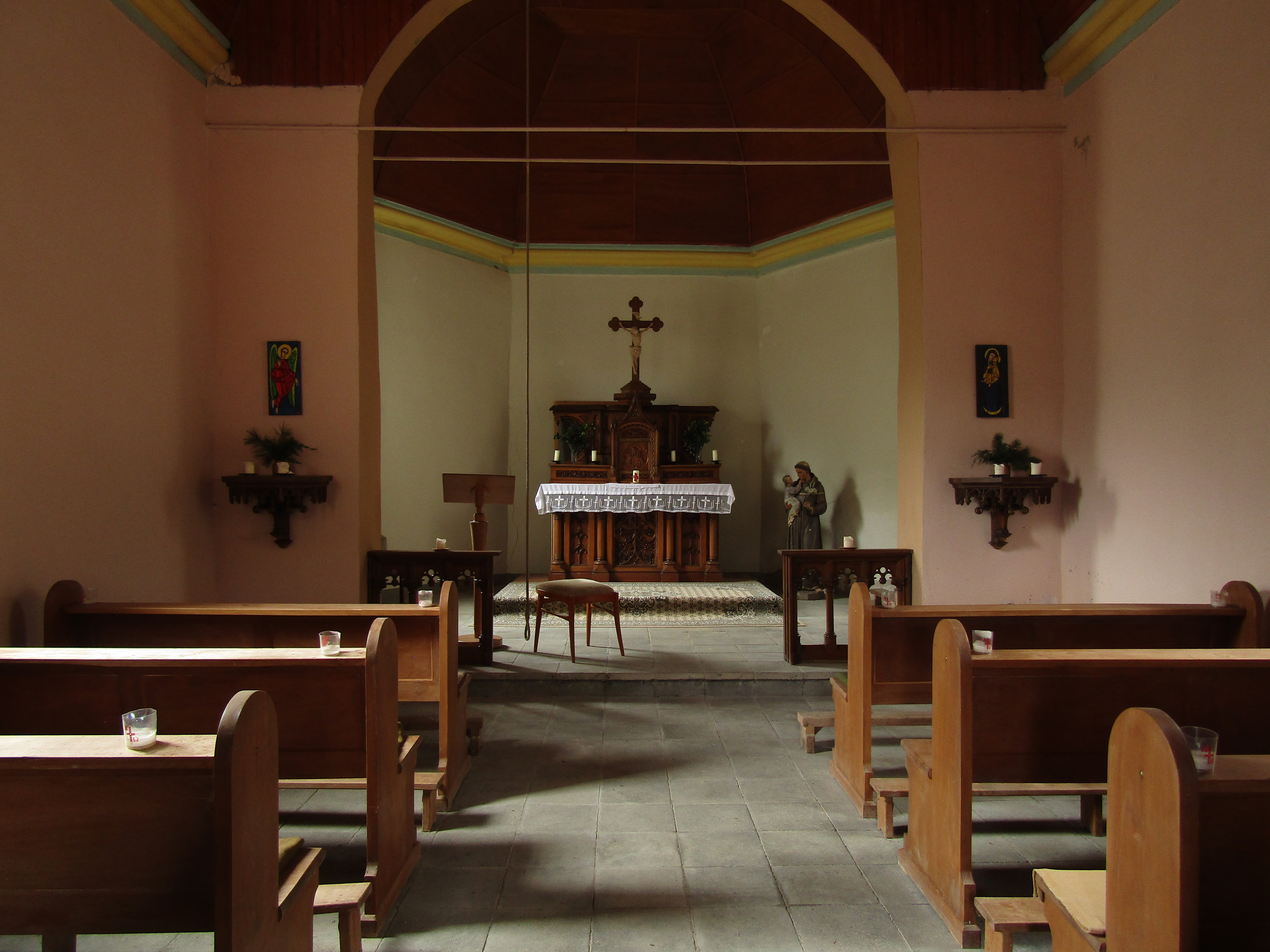
Innenraum der Kapelle

Die Kapelle St. Michael in Oberheckenbach, einem Ortsteil der Ortsgemeinde Heckenbach im Landkreis Ahrweiler in Rheinland-Pfalz, wurde im 18. Jahrhundert erbaut und dem Erzengel Michael geweiht. Die Kapelle ist ein geschütztes Kulturdenkmal.

## Geschichte
Eine Kapelle in Oberheckenbach wird bereits im 16. Jahrhundert genannt. Der heutige Bau wurde im 18. Jahrhundert errichtet und 1929 renoviert. Die Kapelle gehörte seit ihrem Bestehen zur Pfarrei Niederheckenbach.

## Architektur
Der verputzte Bruchsteinbau mit zwei Achsen besitzt einen dreiseitigen Schluss. Über dem Chor sitzt ein achtseitiger Dachreiter mit geschweifter Haube. Die Tür in der Westwand und die Fenster sind rundbogig. Die 11,75 Meter lange und 5,30 Meter breite Kapelle hat im Inneren als Decke eine Holztonne mit Leisten. Der Chor ist mit einspringenden Pfeilern vom Schiff abgetrennt.